# Guadalope
Il Guadalope è un fiume della Spagna, il secondo affluente di destra dell'Ebro più lungo (dopo il Jalón, con una lunghezza di 160 km e un bacino idrografico di circa 3.890 km². È il fiume meglio regolato dell'Aragona, e scorre nelle provincie di Teruel e Saragozza. Lungo il suo corso vi sono i bacini di Santolea, Calanda e Civan a Caspe; così come l'Estanca de Alcañiz e il bacino di Berge sull'affluente Guadalopillo. Gli affluenti sono il Bergantes, il Fortanete, il Bordón e il Mezquín da destra e l'Aliaga e il Guadalopillo da sinistra.
Nasce nella sierra de Gúdar, presso i paesi di Villarroya de los Pinares e Miravete de la Sierra (provincia di Teruel). Alla fine del suo corso apporta all'Ebro una portata di circa 58 hm³/anno..

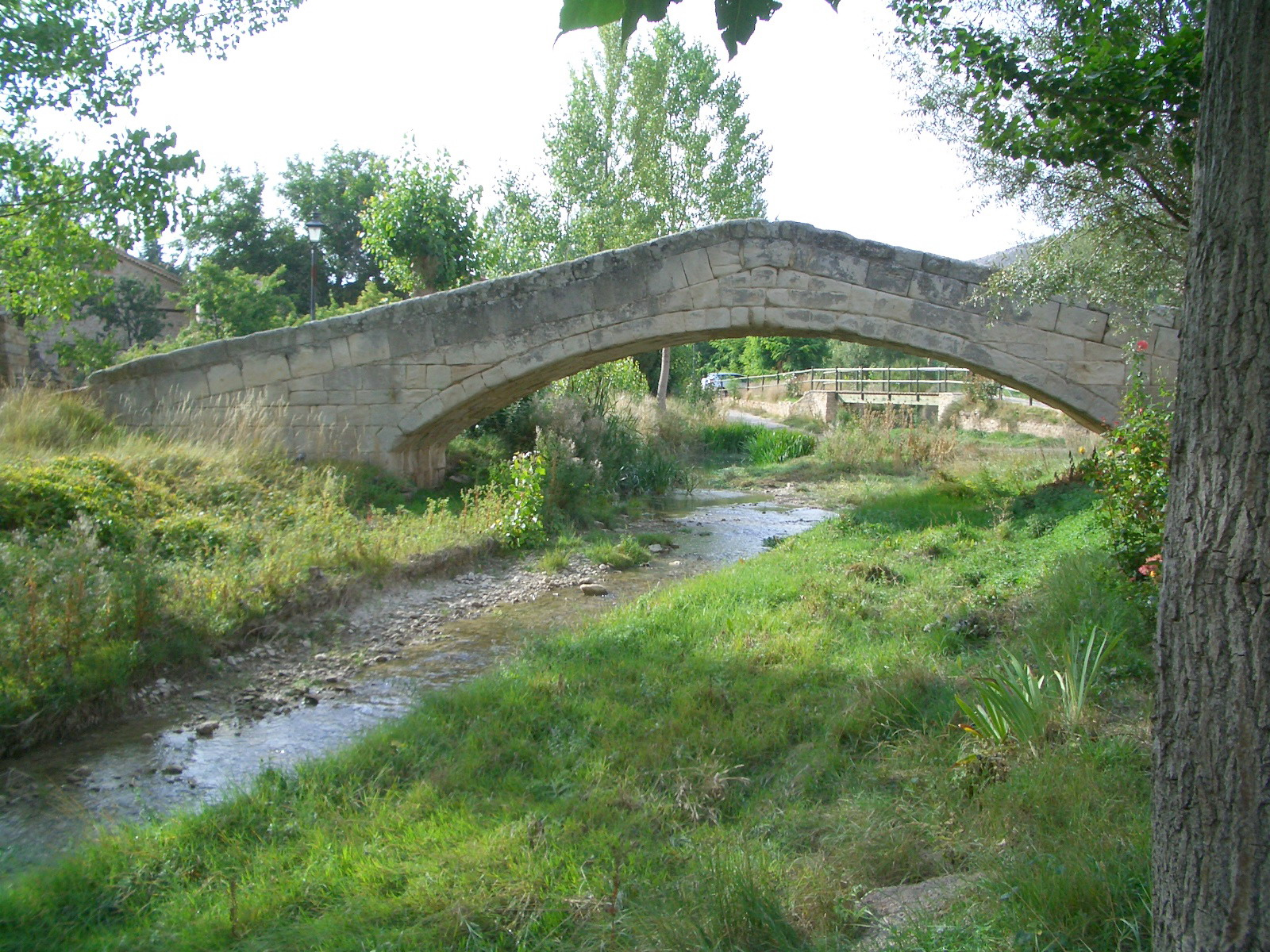
Ponte medievale a Miravete de la Sierra.

## Bacini artificiali
Attualmente queste risorse sono regolate fondamentalmente da sei bacini: Aliaga presso la sorgente del Guadalope, con 0,9 hm³ di bacino utile, Santolea (52,60 hm³) e Calanda (54,30 hm³) nel medio corso e Caspe (81 hm³) sul basso corso. Sul fiume Guadalopillo si trova il bacino di Gallipuén di 3,16 hm³ ed infine il bacino della Estanca de Alcañiz (7 hm³) che si trova lungo una derivazione del Guadalope.